# Apisaone Ippaside
Apisaone Ippaside, (greco, Ἀπισάων Ἰππασίδης), figura mitologica dell'Iliade (XVII, v. 348), fu un guerriero peone alleato dei troiani.

## Biografia
Abilissimo in battaglia, tra tutti i guerrieri provenienti dalla Peonia era secondo soltanto ad Asteropeo, di cui era grande amico. L'eroe greco Licomede, mentre combatteva contro Enea, gli si ritrovò di fronte e lo colpì al fegato, uccidendolo. Asteropeo vide il compagno caduto e cercò invano di vendicarlo.
L'azione bellica è descritta nel libro XI dell'Iliade, relativo alle Gesta di Menelao.
()